# Dois ou um
Dois ou um é um jogo no qual três ou mais jogadores usam formas de mão ao mesmo tempo — cada jogador mostrando um ou dois dedos — com a finalidade de selecionar (ou eliminar) aquele com uma forma de mão diferente ou separar os jogadores em dois grupos com formas de mão iguais. Há também a variante zerinho ou um.